# Agapilia
Agapilia is een geslacht van uitgestorven weekdieren uit de klasse van de Gastropoda (slakken). Exemplaren van dit geslacht zijn slechts als fossiel bekend.

## Soort
- Agapilia schlickumi Kowalke & Reichenbacher, 2005 †